# 卢园广场

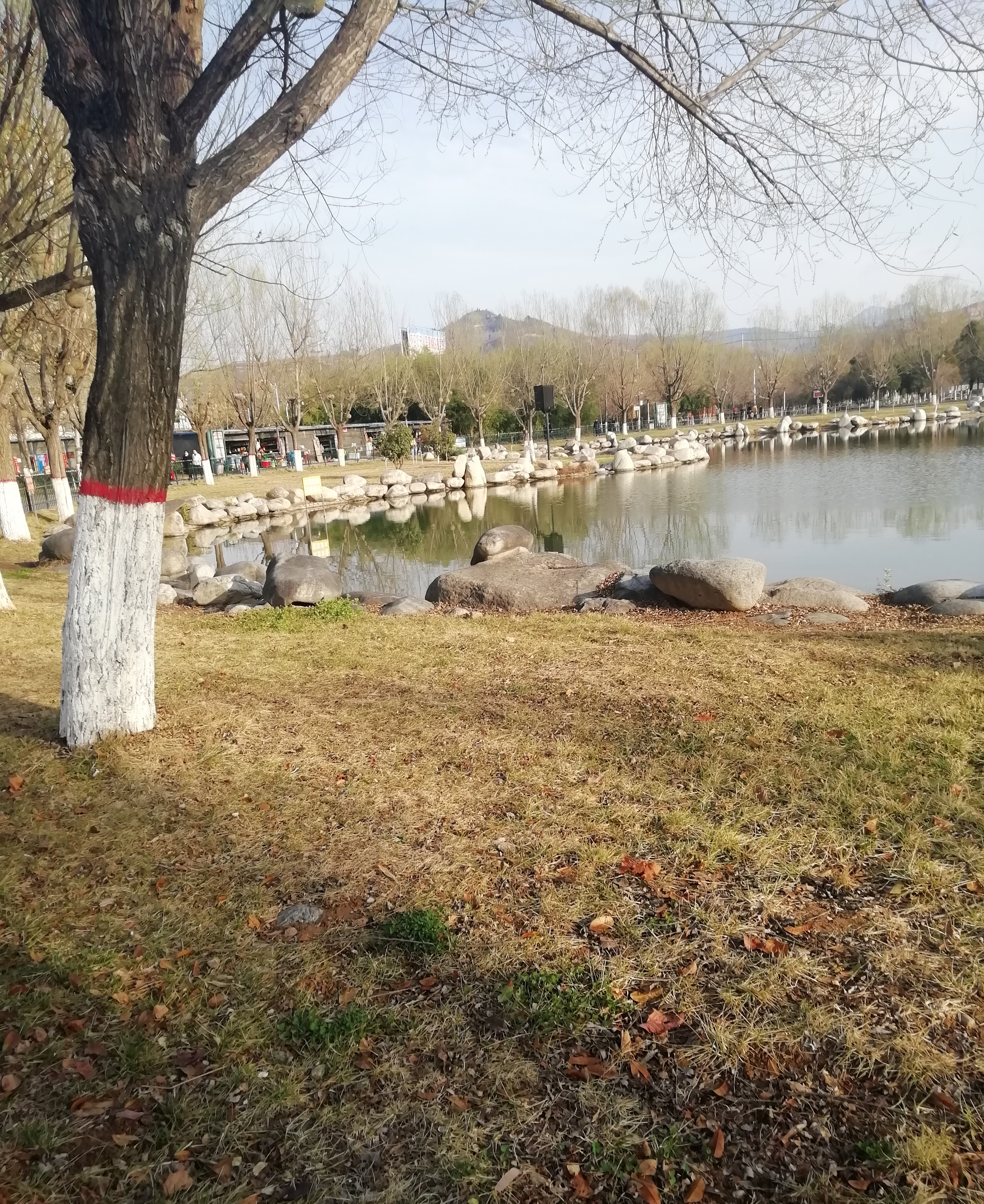
卢氏县卢园广场的美丽风景

卢园广场是河南省三门峡卢氏县境内的一个大型广场，位于靖华西路与新建路交汇处东南，占地12. 68公顷，为河南省面积最大的县级广场。广场始建于王振清执政后期，在王战方执政前期建造完毕，总投资达数亿元人民币。卢园广场自建成后成为了卢氏县举办大型演出，官方重要活动和人民日常娱乐休闲的一个场所。

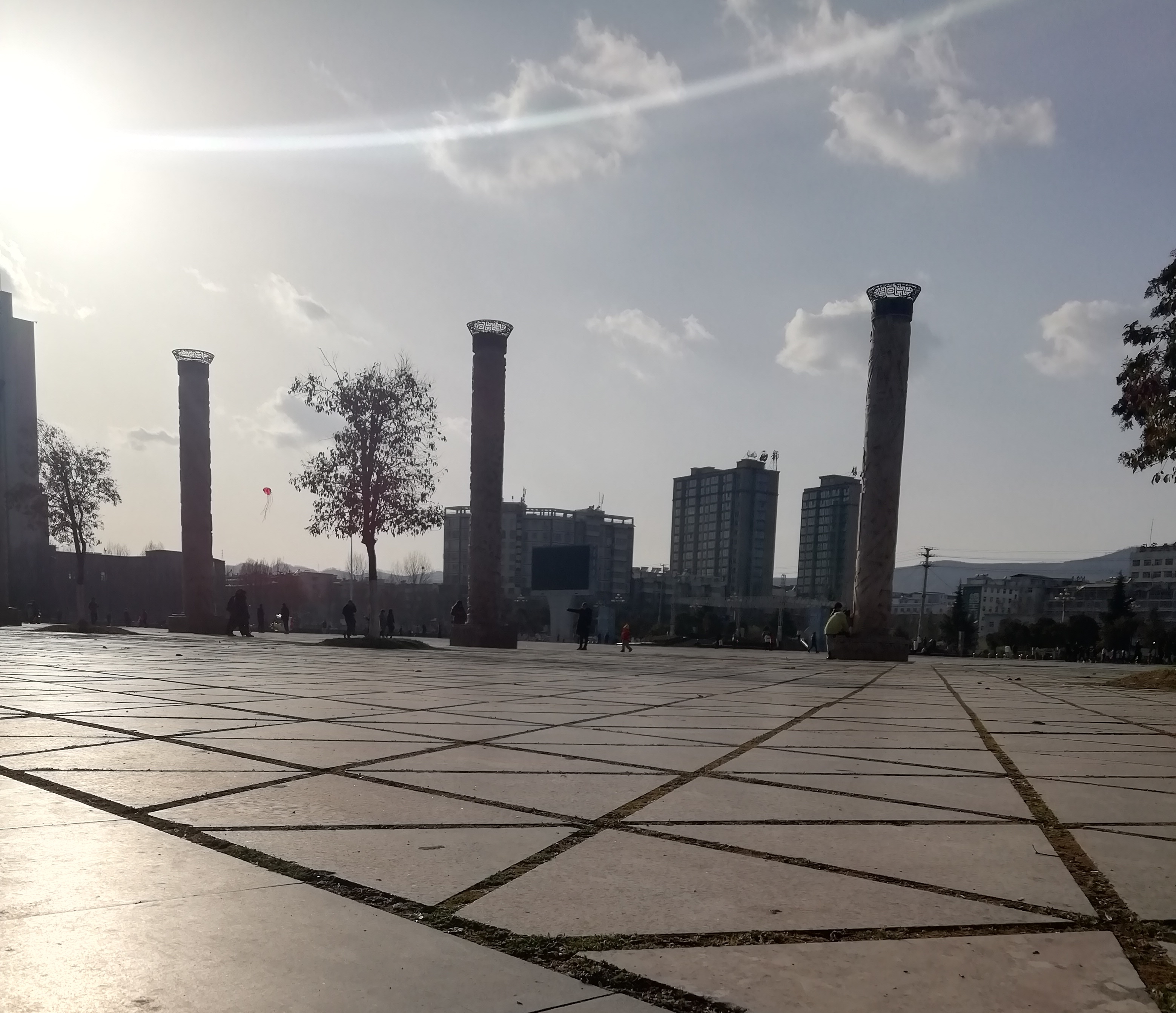
卢氏县卢园广场照片，从中可见标志性的柱子和大屏幕

## 活动

### 2015年
11月8日，卢氏县妇联在卢园广场举办首届关爱山区留守儿童中小学生手拉手爱心义卖活动，活动当天共筹集善款46460.7元。

### 2017年
6月30日至7月2日，中国国土经济学会、卢氏县人民政府和中国国土经济学会旅游发展委员会在卢园广场共同举办了中国第三届百佳深呼吸小城旅游文化节。

### 2018年
10月13日，卢氏越野精英挑战赛暨第二届“深呼吸小城”迷你马拉松”在卢园广场开赛。

### 2019年
5月11日，卢氏“百佳深呼吸小城”第二届越野精英挑战赛暨第三届迷你马拉松赛在卢园广场举行。

### 2020年
4月2日，卢氏万人从呼北高速卢氏出口到卢园广场欢迎7名援鄂医疗队员。
10月10日，2020卢氏“百佳深呼吸小城”武林风拳王争霸赛决战卢氏活动在卢园广场开战，当天共有六千余名观众在现场观看比赛。